# Planitiae di Marte
Segue una lista delle planitiae presenti sulla superficie di Marte. La nomenclatura di Marte è regolata dall'Unione Astronomica Internazionale; la lista contiene solo formazioni esogeologiche ufficialmente riconosciute da tale istituzione.
Le planitiae di Marte portano il nome di albedo presenti sulle mappe marziane di Eugène Michel Antoniadi e Giovanni Virginio Schiaparelli che a loro volta si rifacevano a termini della cultura classica greca e romana.

## Prospetto
| Planitia          | Eponimo  | Latitudine | Longitudine | Diametro   |
| ----------------- | -------- | ---------- | ----------- | ---------- |
| Acidalia Planitia | Acidalia | 49,76° N   | 339,26° E   | 3362,97 km |
| Amazonis Planitia | Amazonis | 25,75° N   | 197,09° E   | 2809,04 km |
| Arcadia Planitia  | Arcadia  | 47,19° N   | 184,31° E   | 1871,97 km |
| Argyre Planitia   | Argyre   | 49,84° S   | 316,69° E   | 892,93 km  |
| Chryse Planitia   | Chryse   | 28,43° N   | 319,69° E   | 1542,44 km |
| Elysium Planitia  | Elysium  | 2,98° N    | 154,74° E   | 3000,79 km |
| Eridania Planitia | Eridania | 38,15° S   | 122,21° E   | 1062,13 km |
| Hellas Planitia   | Hellas   | 42,43° S   | 70,5° E     | 2299,16 km |
| Isidis Planitia   | Isidis   | 13,94° N   | 88,38° E    | 1224,58 km |
| Utopia Planitia   | Utopia   | 46,74° N   | 117,52° E   | 3560,45 km |

## Nomenclatura abolita
| Planitia              | Eponimo      | Latitudine | Longitudine | Diametro | Motivazione                        |
| --------------------- | ------------ | ---------- | ----------- | -------- | ---------------------------------- |
| Olympia Planitia      | Olympia      | 81,4° N    | 180° E      | 1100 km  | Modificato in Olympia Planum.      |
| Syrtis Major Planitia | Syrtis Major | 9,39° N    | 69,5° E     | 1262 km  | Modificato in Syrtis Major Planum. |